# Oscarverleihung 1993
Übersicht aller ausgezeichneten Filme

◄◄ | ◄ | 1989 | 1990 | 1991 | 1992 | Oscarverleihung 1993 | 1994 | 1995 | 1996 | 1997 | ► | ►►

Weitere Ereignisse
Die Oscarverleihung 1993 fand am 29. März 1993 im Dorothy Chandler Pavilion in Los Angeles statt. Es waren die 65th Annual Academy Awards. Im Jahr der Auszeichnung werden immer Filme des vergangenen Jahres ausgezeichnet, in diesem Fall also die Filme des Jahres 1992.
| Film                              | N | A |
| --------------------------------- | - | - |
| Erbarmungslos                     | 9 | 4 |
| Wiedersehen in Howards End        | 9 | 3 |
| The Crying Game                   | 6 | 1 |
| Aladdin                           | 5 | 2 |
| Bram Stoker’s Dracula             | 4 | 3 |
| Der Duft der Frauen               | 4 | 1 |
| Eine Frage der Ehre               | 4 | 0 |
| Aus der Mitte entspringt ein Fluß | 3 | 1 |
| Chaplin                           | 3 | 0 |
| The Player                        | 3 | 0 |
| Verzauberter April                | 3 | 0 |
| Alarmstufe: Rot                   | 2 | 0 |
| Basic Instinct                    | 2 | 0 |
| Batmans Rückkehr                  | 2 | 0 |
| Bodyguard                         | 2 | 0 |
| Ehemänner und Ehefrauen           | 2 | 0 |
| Indochine                         | 2 | 1 |
| Jimmy Hoffa                       | 2 | 0 |
| Lorenzos Öl                       | 2 | 0 |
| Malcolm X                         | 2 | 0 |
| Passion Fish                      | 2 | 0 |
| Toys                              | 2 | 0 |

## Moderation
Billy Crystal führte zum vierten Mal in Folge als Moderator durch die Oscarverleihung. Die Präsentatoren der Kandidaten sind bei den jeweiligen Kategorien weiter unten aufgeführt.

## Zusammenfassung
Clint Eastwoods Western Erbarmungslos gewann vier Oscars und wurde so zum erfolgreichsten Film des Abends. Nach Der mit dem Wolf tanzt von und mit Kevin Costner aus dem Jahr 1990 war Erbarmungslos bereits der zweite Western in den frühen 90er, welcher als bester Film mit der Oscartrophäe geehrt wurde.
Bram Stoker’s Dracula von Regisseur Francis Ford Coppola gelang es, drei Oscars zu gewinnen. Ebenfalls war der Film Aladdin doppelt erfolgreich, indem er die beiden Musik-Oscars erhielt. Nachdem Al Pacino für seine Leistungen in Der Pate und Der Pate – Teil II nur nominiert wurde, gelang es ihm diesmal, für Der Duft der Frauen als bester Hauptdarsteller den Oscar zu gewinnen.
Adolfo Aristarains Ein Ort auf dieser Welt wurde ursprünglich in der Kategorie Bester fremdsprachiger Film als Beitrag von Uruguay nominiert, jedoch nachträglich als ungültige Einreichung von der Nominierungsliste gestrichen, da der Film in Argentinien produziert wurde.

## Gewinner und Nominierungen

### Bester Film
präsentiert von Jack Nicholson
Erbarmungslos (Unforgiven) – Clint Eastwood
The Crying Game – Stephen Woolley
Der Duft der Frauen (Scent of a Woman) – Martin Brest
Eine Frage der Ehre (A Few Good Men) – David Brown, Rob Reiner, Andrew Scheinman
Wiedersehen in Howards End (Howards End) – Ismail Merchant

### Beste Regie
präsentiert von Barbra Streisand
Clint Eastwood – Erbarmungslos (Unforgiven)
Robert Altman – The Player
Martin Brest – Der Duft der Frauen (Scent of a Woman)
James Ivory – Wiedersehen in Howards End (Howards End)
Neil Jordan – The Crying Game

### Bester Hauptdarsteller
präsentiert von Jodie Foster
Al Pacino – Der Duft der Frauen (Scent of a Woman)
Robert Downey Jr. – Chaplin
Clint Eastwood – Erbarmungslos (Unforgiven)
Stephen Rea – The Crying Game
Denzel Washington – Malcolm X

### Beste Hauptdarstellerin
präsentiert von Anthony Hopkins
Emma Thompson – Wiedersehen in Howards End (Howards End)
Catherine Deneuve – Indochine
Mary McDonnell – Passion Fish
Michelle Pfeiffer – Love Field – Liebe ohne Grenzen (Love Field)
Susan Sarandon – Lorenzos Öl (Lorenzo's Oil)

### Bester Nebendarsteller
präsentiert von Mercedes Ruehl
Gene Hackman – Erbarmungslos (Unforgiven)
Jaye Davidson – The Crying Game
Jack Nicholson – Eine Frage der Ehre (A Few Good Men)
Al Pacino – Glengarry Glen Ross
David Paymer – Der letzte Komödiant – Mr. Saturday Night (Mr. Saturday Night)

### Beste Nebendarstellerin
präsentiert von Jack Palance
Marisa Tomei – Mein Vetter Winnie (My Cousin Vinny)
Judy Davis – Ehemänner und Ehefrauen (Husbands and Wives)
Joan Plowright – Verzauberter April (Enchanted April)
Vanessa Redgrave – Wiedersehen in Howards End (Howards End)
Miranda Richardson – Verhängnis (Damage)

### Bestes Originaldrehbuch
präsentiert von Anne Bancroft und Dustin Hoffman
Neil Jordan – The Crying Game
Woody Allen – Ehemänner und Ehefrauen (Husbands and Wives)
Nick Enright, George Miller – Lorenzos Öl (Lorenzo's Oil)
David Webb Peoples – Erbarmungslos (Unforgiven)
John Sayles – Passion Fish

### Bestes Adaptiertes Drehbuch
präsentiert von Anne Bancroft und Dustin Hoffman
Ruth Prawer Jhabvala – Wiedersehen in Howards End (Howards End)
Peter Barnes – Verzauberter April (Enchanted April)
Richard Friedenberg – Aus der Mitte entspringt ein Fluß (A River Runs Through It)
Bo Goldman – Der Duft der Frauen (Scent of a Woman)
Michael Tolkin – The Player

### Beste Kamera
präsentiert von Gene Hackman und Morgan Freeman
Philippe Rousselot – Aus der Mitte entspringt ein Fluß (A River Runs Through It)
Stephen H. Burum – Jimmy Hoffa (Hoffa)
Robert Fraisse – Der Liebhaber (L’Amant)
Jack N. Green – Erbarmungslos (Unforgiven)
Tony Pierce-Roberts – Wiedersehen in Howards End (Howards End)

### Bestes Szenenbild
präsentiert von Richard Gere
Luciana Arrighi, Ian Whittaker – Wiedersehen in Howards End (Howards End)
Janice Blackie-Goodine, Henry Bumstead – Erbarmungslos (Unforgiven)
Chris A. Butler, Stuart Craig – Chaplin
Linda DeScenna, Ferdinando Scarfiotti – Toys
Garrett Lewis, Thomas E. Sanders – Bram Stoker’s Dracula (Dracula)

### Bestes Kostüm-Design
präsentiert von Catherine Deneuve
Eiko Ishioka – Bram Stoker’s Dracula (Dracula)
Jenny Beavan, John Bright – Wiedersehen in Howards End (Howards End)
Ruth E. Carter – Malcolm X
Sheena Napier – Verzauberter April (Enchanted April)
Albert Wolsky – Toys

### Bestes Make-up
präsentiert von Marisa Tomei und Joe Pesci
Michèle Burke, Greg Cannom, Matthew Mungle – Bram Stoker’s Dracula (Dracula)
John Blake, Greg Cannom, Ve Neill – Jimmy Hoffa (Hoffa)
Ve Neill, Ronnie Specter, Stan Winston – Batmans Rückkehr (Batman Returns)

### Beste Filmmusik
präsentiert von Raúl Juliá
Alan Menken – Aladdin
John Barry – Chaplin
Jerry Goldsmith – Basic Instinct
Mark Isham – Aus der Mitte entspringt ein Fluß (A River Runs Through It)
Richard Robbins – Wiedersehen in Howards End (Howards End)

### Bester Song
präsentiert von Lena Horne und Quincy Jones
„A Whole New World“ aus Aladdin – Alan Menken, Tim Rice
„Beautiful Maria of My Soul“ aus Mambo Kings (The Mambo Kings) – Arne Glimcher, Robert Kraft
„Friend Like Me“ aus Aladdin – Howard Ashman, Alan Menken
„I Have Nothing“ aus Bodyguard (The Bodyguard) – David Foster, Linda Thompson
„Run to You“ aus Bodyguard (The Bodyguard) – Jud Friedman, Allan Dennis Rich

### Bester Schnitt
präsentiert von Tim Robbins und Susan Sarandon
Joel Cox – Erbarmungslos (Unforgiven)
Robert Leighton – Eine Frage der Ehre (A Few Good Men)
Kant Pan – The Crying Game
Geraldine Peroni – The Player
Frank J. Urioste – Basic Instinct

### Beste Tonmischung
präsentiert von Robert Downey Jr. und Alfre Woodard
Doug Hemphill, Chris Jenkins, Simon Kaye, Mark Smith – Der letzte Mohikaner (The Last of the Mohicans)
Rick Alexander, Les Fresholtz, Vern Poore, Rob Young – Erbarmungslos (Unforgiven)
Robert Eber, Rick Kline, Kevin O’Connell – Eine Frage der Ehre (A Few Good Men)
Rick Hart, Donald O. Mitchell, Frank A. Montaño, Scott D. Smith – Alarmstufe: Rot (Under Siege)
Doc Kane, David J. Hudson, Mel Metcalfe, Terry Porter – Aladdin

### Bester Tonschnitt
präsentiert von Jon Lovitz
Tom C. McCarthy, David E. Stone – Bram Stoker’s Dracula (Dracula)
John Leveque, Bruce Stambler – Alarmstufe: Rot (Under Siege)
Mark A. Mangini – Aladdin

### Beste Visuelle Effekte
präsentiert von Andie MacDowell
Doug Chiang, Ken Ralston, Douglas Smythe, Tom Woodruff junior – Der Tod steht ihr gut (Death Becomes Her)
Craig Barron, John Bruno, Michael L. Fink, Dennis Skotak – Batmans Rückkehr (Batman Returns)
Richard Edlund, George Gibbs, Alec Gillis, Tom Woodruff junior – Alien 3

### Bester Dokumentarfilm (Kurzfilm)
präsentiert von Tom Hanks und Denzel Washington
Educating Peter – Thomas C. Goodwin, Gerardine Wurzburg
At the Edge of Conquest: The Journey of Chief Wai-Wai – Geoffrey O’Connor
Beyond Imagining: Margaret Anderson and the “Little Review” – Wendy L. Weinberg
The Colours of My Father: A Portrait of Sam Borenstein – Sally Bochner, Richard Elson
When Abortion Was Illegal: Untold Stories – Dorothy Fadiman

### Bester Dokumentarfilm (Langform)
präsentiert von Tom Hanks und Denzel Washington
The Panama Deception – David Kasper, Barbara Trent
Changing Our Minds: The Story of Dr. Evelyn Hooker – David Haugland
Das Flammenmeer von Kuwait (Fires of Kuwait) – Sally Dundas
Liberators – Befreier (Liberators: Fighting on Two Fronts in World War II) – William Miles, Nina Rosenblum
Musik: Bernard Herrmann (Music for the Movies: Bernard Herrmann) – Roma Baran, Margaret Smilov

### Bester Fremdsprachiger Film
präsentiert von Glenn Close
Indochine, Frankreich – Régis Wargnier
Ein Ort auf dieser Welt (Un lugar en el mundo), Uruguay – Adolfo Aristarain
Priester der Entrechteten (Daens), Belgien – Stijn Coninx
Schtonk!, Deutschland – Helmut Dietl
Urga, Russland – Nikita Michalkow
Ursprünglich war auch der Film Ein Ort auf dieser Welt für Uruguay nominiert. Als bekannt wurde, dass der Film zum Großteil eine argentinische Produktion war, wurde der Film disqualifiziert und somit vom Stimmzettel entfernt. Der Regisseur des Films Adolfo Aristarain verklagte daraufhin die Academy.

### Bester Kurzfilm (Animiert)
präsentiert von Mary Kay Bergman
Mona Lisa Descending a Staircase – Joan C. Gratz
Adam – Peter Lord
Řeči, řeči, řeči … – Michaela Pavlátová
The Sandman – Paul Berry
Screen Play – Barry Purves

### Bester Kurzfilm (Live Action)
präsentiert von David Paymer und Sarah Jessica Parker
Omnibus – Sam Karmann
Contact – Jonathan Darby, Jana Sue Memel
Cruise Control – Matt Palmieri
The Lady in Waiting – Christian Taylor
Swan Song – Kenneth Branagh, David Parfitt

## Ehren-Oscars

### Honorary Award
präsentiert von Sophia Loren und Marcello Mastroianni
- Federico Fellini

### Jean Hersholt Humanitarian Award
präsentiert von Angela Lansbury
- Elizabeth Taylor

präsentiert von Gregory Peck
- Audrey Hepburn (posthum)